# Cronologia da colonização portuguesa na América
Esta é uma cronologia da colonização portuguesa na América.

## Século XV
- 1492: Cristóvão Colombo descobre a América
- 7 de junho de 1494: Assinatura do Tratado de Tordesilhas, no qual Portugal e Espanha dividiram entre si o mundo por descobrir.
- 26 de janeiro de 1500: O navegador espanhol Vicente Yáñez Pinzón desembarca no Cabo de Santo Agostinho (atual Pernambuco)
- 15 de fevereiro de 1500: O navegador português Pedro Álvares Cabral é nomeado o capitão-mor da armada portuguesa por D. Manuel.
- 9 de março de 1500: A frota de Pedro Álvares Cabral parte da praia do Restelo, em Lisboa, Portugal.
- 22 de abril de 1500: Pedro Álvares Cabral e sua frota avistam terras brasileiras neste dia, desembarcando em Porto Seguro (atual Bahia) apenas no dia seguinte. É oficialmente o Descobrimento do Brasil.
- 26 de abril de 1500: É celebrada a primeira missa no Brasil.
- 27 de abril de 1500: Mestre João, da frota de Pedro Álvares Cabral, pisa em terras do Brasil onde faz observações astronômicas.
- 1 de maio de 1500: Portugal toma posse da terra. É celebrada a segunda missa no país. Pero Vaz de Caminha envia carta ao rei de Portugal, D. Manuel, dando notícia do descobrimento.
- 2 de maio de 1500: Caravela portuguesa comandada por Gaspar de Lemos parte para Lisboa levando a carta de Caminha.
- 5 de maio de 1500: Pedro Álvares Cabral continua sua viagem para as Índias.

## Século XVI
- 13 de julho de 1501: A expedição marítima de Pedro Álvares Cabral regressa para Lisboa, após a visita à Índia.
- 16 de agosto de 1501: O Cabo de São Roque é descoberto.
- 4 de outubro de 1501: A frota de André Gonçalves e Américo Vespúcio descobre o rio São Francisco.
- 1 de novembro de 1501: A Baía de Todos os Santos é descoberta pelos portugueses no litoral brasileiro.
- 1502: Manuel I de Portugal declara monopólio da Coroa a exploração do pau-brasil (pau-de-pernambuco), arrendando-o por três anos a um consórcio liderado pelo cristão-novo Fernão de Loronha.
- 1 de janeiro de 1502: A Baía de Guanabara é descoberta pelo explorador português Gaspar de Lemos.
- 6 de janeiro de 1502: Angra dos Reis é descoberta por André Gonçalves.
- 20 de janeiro de 1502: A Ilha de São Sebastião é descoberta por Américo Vespúcio.
- 22 de janeiro de 1502: A expedição marítima de Américo Vespúcio chega em São Vicente.
- 10 de agosto de 1503: Américo Vespúcio chega em Fernando de Noronha.
- 1504: A ilha de Fernando de Noronha torna-se a primeira capitania hereditária brasileira, doada pelo rei D. Manuel a Fernão de Loronha.
- 1511: Viagem da nau Bretoa, que embarca, na Feitoria de Cabo Frio (atual Rio de Janeiro), pau-brasil, animais e aves tropicais.
- 1516: Construção do primeiro engenho de açúcar da América portuguesa, na Feitoria de Itamaracá (atual Pernambuco), confiada a Pero Capico.
- 13 de dezembro de 1519: Fernão de Magalhães chega ao Rio de Janeiro.
- 1530: Expedição colonizadora de Martim Afonso de Sousa ao Brasil.
- 31 de janeiro de 1531: Martin Afonso de Sousa chega ao Brasil.
- 22 de janeiro de 1532: São Vicente é fundada por Martim Afonso de Sousa e torna-se a primeira vila brasileira.
- 23 de janeiro de 1532: Acontece a primeira eleição no país para o conselho municipal de São Vicente (SP).[1]
- 28 de setembro de 1532: Carta de D. João III a Martim Afonso de Sousa informando a intenção de povoar a costa brasileira.
- 1534: Estabelecimento do sistema de Capitanias Hereditárias no território continental brasileiro.
- 10 de março de 1534: A Capitania de Pernambuco é atribuída a Duarte Coelho por D. João III.
- 9 de março de 1535: Duarte da Costa chega ao Brasil.
- 12 de março de 1535: Olinda é fundada por Duarte Coelho.
- 12 de março de 1537: surgimento da povoação do Recife.
- 29 de maio de 1537: Bula do Papa Paulo II contra a escravização dos índios.
- 1539: Chegada da primeira leva de escravos africanos ao Brasil, em Pernambuco.
- 1540: A primeira Santa Casa do Brasil é fundada em Olinda.
- 13 de fevereiro de 1542: O Rio Amazonas é descoberto pelos conquistadores espanhóis Gonzalo Pizarro e Francisco de Orellana.
- 26 de setembro de 1545: Ocorre a primeira produção de açúcar brasileiro.
- 17 de dezembro de 1548: O Governo-Geral é criado por D. João III.
- 7 de janeiro de 1549: Carta Régia de D. João III de Portugal criando o Governo-Geral sediado em Salvador. Tomé de Sousa assume o primeiro governador-geral do Brasil.
- 29 de janeiro de 1549: O Governo-Geral é instituído pela Carta Régia.
- 29 de março de 1549: Tomé de Sousa chega à Bahia. A cidade de Salvador, atual capital da Bahia, é fundada e torna-se a primeira capital brasileira. Os primeiros jesuítas chegam ao país.
- 25 de fevereiro de 1551: Dom Pedro Fernandes Sardinha é eleito o primeiro bispo do país. Criada a Diocese de São Salvador da Bahia de Todos os Santos.
- 8 de setembro de 1551: Vitória, capital do Espírito Santo, é fundada.
- 22 de junho de 1552: Dom Pedro Fernandes Sardinha toma posse como primeiro bispo do país.
- 1 de março de 1553: Duarte da Costa assume o governador-geral do Brasil em substituição a Tomé de Sousa.
- 9 de junho de 1553: Manuel da Nóbrega é nomeado provincial dos jesuítas no país.
- 23 de junho de 1553: Dom Pedro Fernandes Sardinha chega a Salvador.
- 9 de julho de 1553: A província eclesiástica do Brasil é criada por Inácio de Loiola.
- 13 de julho de 1553: José de Anchieta chega à Bahia.
- 25 de janeiro de 1554: Reza-se a primeira missa no Pátio do Colégio de São Paulo onde é fundado pelos padres Manuel da Nóbrega e José de Anchieta, dando origem à Cidade de São Paulo, atual capital do Estado de São Paulo.
- 10 de novembro de 1555: A esquadra francesa de Nicolas Durand de Villegagnon chega ao Rio de Janeiro para fundar a França Antártica.
- 2 de junho de 1556: Dom Pero Fernandes Sardinha renuncia à função de bispo.
- 23 de julho de 1556: Mem de Sá é nomeado governador-geral do Brasil por Carta Régia.
- 28 de dezembro de 1557: Mem de Sá chega a Salvador, Bahia.
- 4 de janeiro de 1558: Mem de Sá assume o governador o governador-geral.
- 29 de março de 1559: A Coroa Portuguesa promulga o alvará que oficializa e regulamenta o tráfico negreiro.
- 3 de agosto de 1559: Moradores pode negociar com os índios as ferramentas definidas no Alvará.
- 9 de dezembro de 1559: Chega à cidade de São Salvador, na Bahia, D. Pedro Leitão, segundo bispo do país.
- 16 de março de 1560: Os franceses são expulsos na Ilha de Villegaignon.
- 5 de maio de 1563: Os padres Manuel da Nóbrega e José de Anchieta chegam a Iperoig.
- 1 de março de 1565: A cidade do Rio de Janeiro é fundada por Estácio de Sá, sobrinho do governador-geral Mem de Sá.
- 20 de janeiro de 1567: Vitória de Estácio de Sá sobre os franceses no Rio de Janeiro.
- 20 de março de 1570: Carta régia do governo português do rei D. Sebastião proíbe o cativeiro da escravidão dos índios brasileiros.
- 22 de novembro de 1573: A cidade de Niterói é fundada.
- 1580: Início da União Ibérica.
- 19 de abril de 1581: Início do domínio espanhol no país.
- 1 de julho de 1582: A Santa Casa de Misericórdia do Rio de Janeiro é fundada pelo Padre José de Anchieta.
- 12 de abril de 1585: Os padres franciscanos chegam ao país.
- 5 de agosto de 1585: Nossa Senhora das Neves, capital da Paraíba, é fundada por João Tavares.
- 2 de setembro de 1587: A Argentina registra a primeira exportação de tecidos e cobertas de lã, lenços, chapéus, peles caprinas e couros bovinos com curtição artesanal para o Brasil.[2]
- 11 de novembro de 1595: Lei de Filipe II proíbe a escravização dos índios.
- 25 de dezembro de 1599: A cidade de Natal, capital do Rio Grande do Norte, é fundada.

## Século XVII
- 31 de dezembro de 1601: Lei abole a escravidão indígena do Brasil.
- 5 de junho de 1605: Provisão real concede ampla liberdade aos índios.
- 30 de julho de 1609: D. Filipe II expede alvará que liberte os nativos brasileiros, os índios.
- 10 de setembro de 1611: Lei reconhece o cativeiro de índios aprisionados ou cativos de outros índios, estabelecendo a liberdade para os demais índios.
- 6 de setembro de 1612: Os franceses liderados por Daniel de La Touche, na tentativa de construir uma colônia em terras brasileiras, fundam o forte de São Luís, dando origem da cidade de São Luís, atual capital do Maranhão.
- 8 de setembro de 1612: São Luís, atual capital do Maranhão, é fundada por Daniel de La Touche.
- 19 de novembro de 1614: Batalha de Guaxenduvas.
- 27 de novembro de 1614: Capitulação dos franceses no Maranhão.
- 4 de novembro de 1615: Franceses são expulsos no Maranhão.
- 12 de janeiro de 1616: Belém, atual capital do Pará, é fundada por Francisco Caldeira de Castelo Branco.
- 11 de abril de 1619: A primeira imigração açoriana chega ao Brasil.
- 3 de junho de 1621: A Companhia das Índias Ocidentais é criada pelos holandeses.
- 13 de junho de 1621: Os Estados do Brasil e do Maranhão são as unidades administrativas criadas pelo rei Filipe III de Espanha.
- 20 de outubro de 1621: Alvará da Coroa portuguesa proíbe negro, mulato ou índio de exercer a profissão de ourives no país.
- 10 de maio de 1624: Invasão holandesa em Salvador, Bahia.
- 8 de janeiro de 1627: A acumulação de cargos públicos é proibida por alvará.
- 14 de fevereiro de 1630: Início da fase de resistência às Invasões holandesas no país.
- 16 de fevereiro de 1630: Tropas holandesas entram em Olinda, Pernambuco.
- 12 de setembro de 1631: Batalha Naval dos Abrolhos.
- 24 de novembro de 1631: A cidade de Olinda é incendiada pelos neerlandeses.
- 5 de dezembro de 1631: Frota holandesa chega à Paraíba.
- 12 de dezembro de 1633: O Forte dos Reis Magos é capitulado no Rio Grande do Norte, frente às tropas holandesas.
- 25 de outubro de 1636: O conde holandês João Maurício de Nassau parte do porto de Texel rumo ao Recife.[3]
- 17 de novembro de 1636: O general brasileiro Henrique Dias vence a batalha decisiva contra os holandeses.[4]
- 23 de janeiro de 1637: O conde holandês João Maurício de Nassau chega ao Recife.
- 18 de fevereiro de 1637: Batalha de Porto Calvo.
- 26 de maio de 1640: Jorge de Mascarenhas, marquês de Montalvão, assume o vice-rei.
- 1 de dezembro de 1640: Fim da União Ibérica.
- 11 de março de 1641: Batalha de M'Bororé.
- 31 de março de 1641: Primeiro carnaval na cidade do Rio de Janeiro.
- 1 de abril de 1641: Amador Bueno da Ribeira é aclamado Rei do Brasil como o D. João IV.
- 16 de abril de 1641: A junta governativa provisória, composta por Pedro da Silva, Luís Barbalho Bezerra e Lourenço de Brito.
- 28 de fevereiro de 1644: Holandeses abandonam São Luís do Maranhão, que volta ao domínio português.
- 6 de maio de 1644: O conde Maurício de Nassau renuncia ao cargo do governo da capitania de Pernambuco.
- 22 de maio de 1644: O conde Maurício de Nassau retorna à Holanda.
- 7 de abril de 1645: Miguel Cardozo torna-se o primeiro advogado judeu no país.
- 15 de maio de 1645: Dezoito líderes insurretos pernambucanos assinam compromisso para lutar contra o domínio holandês capitania de Pernambuco.
- 13 de junho de 1645: Insurreição Pernambucana.
- 3 de agosto de 1645: Batalha do Monte das Tabocas (Invasões holandesas do Brasil).
- 27 de outubro de 1645: O título do Príncipe do Brasil é criado pelo rei João IV de Portugal em favor de seu filho mais velho e herdeiro Teodósio.
- 24 de abril de 1646: Batalha de Tejucupapo (Invasões holandesas do Brasil).
- 6 de julho de 1647: A impressão de livros e jornais no país é proibida por carta régia.
- 13 de janeiro de 1648: Francisco Barreto de Menezes chega ao país para tomar o comando do exército em Pernambuco.
- 19 de abril de 1648: Primeira Batalha dos Guararapes em Pernambuco, em que o exército português vence o exército holandês no Brasil. Esta batalha marca o surgimento do Exército Brasileiro.
- 19 de fevereiro de 1649: Segunda Batalha dos Guararapes.
- 8 de março de 1649: A Companhia Geral do Comércio do Brasil é fundada por D. João IV.
- 26 de janeiro de 1654: Os neerlandeses rendem-se na cidade do Recife, retirando-se definitivamente de Pernambuco. Termina a invasão holandesa no país. Cerca de 150 famílias judeus de origem portuguesa fogem da cidade do Recife, no estado de Pernambuco.[5]
- 26 de abril de 1654: Os judeus são expulsos do Brasil.
- 6 de agosto de 1661: Em Haia, os portugueses e os holandeses assinam um tratado de paz, que reconhece a soberania de Portugal sobre a vila do Recife.
- 20 de março de 1662: Lei é promulgada, proibindo a escravidão dos índios.
- 25 de janeiro de 1663: Os Correios são criados.
- 21 de julho de 1663: Vasco de Mascarenhas, conde de Óbidos, assume o vice-rei.
- 13 de junho de 1667: Alexandre de Sousa Freire assume o governo-geral.
- 16 de novembro de 1676: É criada a Diocese de Olinda. A Diocese de São Salvador da Bahia é elevada à categoria de arquidiocese e a Prelazia de São Sebastião do Rio de Janeiro à categoria de diocese pelo Papa Inocêncio XI.
- 1 de abril de 1680: Abolição da Escravidão dos Índios.
- 31 de julho de 1680: D. Frei Gregório dos Anjos assume como primeiro bispo do Maranhão.
- 23 de março de 1681: A cidade de São Paulo é elevada a capital de capitania.
- 13 de junho de 1682: D. José de Barros Alarcão torna-se o primeiro bispo do Rio de Janeiro.
- 24 de fevereiro de 1684: Início da Revolução de Beckman, no Maranhão.
- 4 de junho de 1684: António Luís de Sousa Telo de Meneses, marquês das Minas, assume o governador-geral.
- 4 de junho de 1687: Matias da Cunha assume o governador-geral.
- 29 de março de 1693: Curitiba, capital do atual Paraná (então parte de São Paulo), é fundada.
- 6 de fevereiro de 1694: A capital de Palmares é destruída e o líder Zumbi ferido.
- 8 de março de 1694: A primeira Casa da Moeda do Brasil é criada pelos governantes portugueses na cidade de Salvador, Bahia.
- 22 de maio de 1694: João de Lencastre assume o governador-geral.
- 20 de novembro de 1695: Zumbi, o último dos líderes negros dos Quilombo dos Palmares, é morto pelas tropas do bandeirante Domingos Jorge Velho na atual cidade de Viçosa, Alagoas.
- 19 de dezembro de 1695: A lei proíbe que as moedas de ouro da metrópole circulam em qualquer das capitanias do Brasil.
- 20 de fevereiro de 1696: Carta-régia proíbe que escravas usem vestidos de seda ou objetos de luxo.
- 16 de julho de 1696: O ouro é descoberto pelo coronel Salvador Fernandes Furtado de Mendonça no Ribeirão do Carmo, atual cidade de Mariana, Minas Gerais.[6]
- 13 de fevereiro de 1699: É criada a primeira vila no Ceará, Aquiraz.

## Século XVIII
- 3 de julho de 1702: Rodrigo da Costa assume o governador-geral.
- 8 de setembro de 1705: Luís César de Meneses assume o governador-geral.
- 1706 a 1709: Guerra dos Emboabas.
- 8 de agosto de 1709: O padre luso-brasileiro Bartolomeu de Gusmão faz o primeiro voo de um balão de ar quente.
- 9 de novembro de 1709: Dom João V, rei de Portugal, cria a capitania de São Paulo e Minas do Ouro.[7]
- 15 de fevereiro de 1710: Início da Guerra dos Mascates.
- 3 de maio de 1710: Lourenço de Almada assume o governador-geral.
- 8 de julho de 1711: O arraial de Ouro Preto é erigido em Vila Rica.
- 11 de julho de 1711: A vila de São Paulo é elevada à categoria de cidade.
- 22 de setembro de 1711: Tropas francesas ocupam o Rio de Janeiro.
- 10 de outubro de 1711: Temeroso dos invasores franceses, Francisco de Castro Morais assina a rendição do Rio de Janeiro.
- 14 de outubro de 1711: Pedro de Vasconcelos e Sousa é governador-geral.
- 18 de dezembro de 1711: O Seminário de Belém é fundado em Cachoeira, na Bahia.
- 1711: Fim da Guerra dos Mascates.
- 11 de abril de 1713: O Tratado de Utrecht é assinado.
- 8 de dezembro de 1713: É instalada a Câmara da Vila de São João del-Rei, até então Arraial do Rio das Mortes.
- 1714: Fim da Guerra dos Mascates.
- 14 de outubro de 1714: Pedro Antônio de Noronha, marquês de Angeja, assume o vice-rei até 11 de junho de 1718.
- 21 de agosto de 1718: Sancho de Faro e Sousa, conde de Vimieiro, assume o governador-geral até 13 de outubro de 1719.
- 8 de abril de 1719: Cuiabá, capital do Mato Grosso, é fundada.
- 13 de outubro de 1719: A junta de governo provisória, composta por Sebastião Monteiro de Vide, Caetano de Brito e Figueiredo e João de Araújo e Azevedo.
- 23 de novembro de 1720: Vasco Fernandes César de Meneses, conde de Sabugosa, assume o vice-rei.
- 12 de setembro de 1720: A Capitania de Minas Gerais é criada e desmembra-se da Capitania de São Paulo e Minas de Ouro.
- 12 de dezembro de 1720: A Capitania de São Paulo é criada.
- 24 de janeiro de 1726: Lei proíbe aos homens de cor a ocupação de cargos ou empregos públicos.
- 23 de março de 1726: Florianópolis, capital de Santa Catarina, é fundada.
- 13 de abril de 1726: Fortaleza, capital do Ceará, é fundada.
- 22 de julho de 1729: Diamantes são descobertas em Minas Gerais.
- 11 de maio de 1735: André de Melo e Castro, conde das Galveias, assume o vice-rei.
- 31 de agosto de 1740: A primeira escola para crianças abandonadas no país é criada.
- 3 de maio de 1748: A Capitania de Mato Grosso é criada.
- 9 de maio de 1748: A Capitania de Goiás é criada e desmembra-se da Capitania de São Paulo.
- 17 de dezembro de 1749: Luís Pedro Peregrino de Carvalho e Ataíde, conde de Atouguia, assume o vice-rei.
- 13 de janeiro de 1750: O Tratado de Madri é assinado na Madri, capital espanhola, entre D. João V de Portugal e D. Fernando VI de Espanha.
- 31 de julho de 1750: Morte do rei português Dom João V.
- 5 de junho de 1751: O Estado do Grão-Pará e Maranhão é criado com sede em Belém.
- 31 de agosto de 1753: A Capitania de São Paulo é anexada pelo governo português.
- 17 de agosto de 1754: Junta de governo provisória, composta por José Botelho de Barros, Manuel António da Cunha Souto Maior e Lourenço Monteiro.
- 3 de março de 1755: A Capitania de São José do Rio Negro (atual Amazonas), com sede em Mariuá (atual Barcelos), é criada pela Carta Régia e desmembrada do Estado do Grão-Pará e Maranhão.
- 6 de junho de 1755: Lei extingue o cativeiro dos índios no Estado do Maranhão.
- 7 de junho de 1755: A Companhia Geral do Grão-Pará e Maranhão é criada por D. José.
- 1 de novembro de 1755: Tsunâmi no Brasil.
- 23 de dezembro de 1755: Marcos José de Noronha e Brito, conde dos Arcos, assume o vice-rei.
- 4 de fevereiro de 1758: Macapá, capital do Amapá, é fundada.
- 13 de agosto de 1759: D. José cria a Companhia Geral de Pernambuco e Paraíba.
- 3 de setembro de 1759: A Companhia de Jesus, os jesuítas, é expulsa dos domínios da Coroa portuguesa.
- 9 de janeiro de 1760: Antônio de Almeida Soares Portugal, marquês do Lavradio, assume o vice-rei.
- 18 de abril de 1760: Os jesuítas são expulsos da Bahia.
- 4 de julho de 1760: Junta de governo provisória, composta por Tomás Rubi de Barros Barreto, José Carvalho de Andrada e Barros e Alvim.
- 12 de fevereiro de 1761: O Tratado de El Pardo é assinado entre representantes do Império Espanhol e do Império Português.
- 2 de abril de 1761: Liberdade para os índios brasileiros.
- 19 de junho de 1761: A cultura de cana-de-açúcar é proibida por carta régia de Portugal.
- 27 de junho de 1763: Carta Régia eleva o país a vice-reino de Portugal. Antônio Alvares da Cunha, conde da Cunha, assume o vice-rei.
- 31 de agosto de 1763: O Rio de Janeiro torna-se a capital do Vice-Reino do Brasil.
- 17 de novembro de 1767: Antônio Rolim de Moura Tavares, conde de Azambuja, assume o vice-rei.
- 17 de abril de 1768: Provisão régia que reitera a obrigatoriedade do plantio de mandioca nas fazendas brasileiras, em função do número dos respectivos trabalhadores.
- 4 de novembro de 1769: Luís de Almeida Silva Mascarenhas, marquês do Lavradio e conde de Avintes, assume o vice-rei.
- 18 de fevereiro de 1772: É fundada a Academia Científica do Rio de Janeiro.
- 26 de março de 1772: Porto Alegre, capital do Rio Grande do Sul, é fundada.
- 20 de agosto de 1772: A Coroa Portuguesa divide o Estado do Grão-Pará e Maranhão no Estado do Grão-Pará e Rio Negro, com sede em Belém, e o Estado do Maranhão e Piauí, com sede em São Luís.
- 1 de outubro de 1777: O Tratado de Santo Ildefonso é assinado entre D. Maria I, rainha de Portugal e Carlos III, rei da Espanha.
- 11 de março de 1778: O Tratado de amizade entre a Espanha e Portugal é assinado.
- 30 de abril de 1778: Luís de Vasconcelos e Sousa, conde de Figueiró, assume o vice-rei.
- 5 de janeiro de 1785: A instalação de fábricas e manufaturas no Brasil é proibida por Dona Maria I de Portugal.
- 15 de março de 1789: A Conjuração Mineira é denunciada por Joaquim Silvério dos Reis.
- 10 de maio de 1789: Joaquim José da Silva Xavier, o Tiradentes, é preso.
- 9 de maio de 1790: José Luís de Castro, conde de Resende, assume o vice-rei.
- 21 de abril de 1792: Joaquim José da Silva Xavier, o Tiradentes, um dos líderes da Inconfidência Mineira, é enforcado acusado de trair a nação portuguesa no Rio de Janeiro.
- 20 de janeiro de 1798: Os correios marítimos são estabelecidos.
- 12 de agosto de 1798: Conjuração Baiana.
- 17 de janeiro de 1799: A Capitania do Ceará veio a alcançar a autonomia administrativa de Pernambuco.
- 26 de dezembro de 1799: A vila da Campanha do Rio Verde, Minas Gerais, é instalada.
- 20 de novembro de 1800: Uma carta real escrita pelo Rei João VI de Portugal estabelece a Aula Prática de Desenho e Figura, no Rio de Janeiro. É a primeira instituição no Brasil sistematicamente dedicada ao ensino das artes.

## Século XIX
- 6 de junho de 1801: O Tratado de Badajoz é assinado entre Portugal e a Espanha na cidade espanhola de Badajoz.
- 14 de outubro de 1801: Fernando José de Portugal e Castro, marquês de Aguiar, assume o vice-rei.
- 14 de julho de 1802: A Junta da Real Fazenda da Capitania do Rio Grande de São Pedro do Sul é criada pela Carta Régia.
- 13 de maio de 1803: A circulação de ouro em pó é abolida nas capitanias brasileiras.
- 14 de outubro de 1806: Marcos de Noronha e Brito, conde dos Arcos, assume o vice-rei.
- 19 de setembro de 1807: A Capitania de São Pedro do Rio Grande do Sul é criada.
- 13 de novembro de 1807: A Família Real Portuguesa foge para o Brasil na sequência da invasão de Portugal por tropas napoleônicas.
- 27 de novembro de 1807: A Família Real Portuguesa sai de Portugal por causa da invasão durante a Guerra Napoleônica.
- 30 de novembro de 1807: Após a fuga da Família Real Portuguesa, os franceses ocupam Lisboa, Portugal.
- 4 de janeiro de 1808: A primeira máquina de impressão é instalada no país.
- 24 de janeiro de 1808: Dom João VI e a Família Real Portuguesa chega a Salvador, Bahia.
- 28 de janeiro de 1808: O Decreto de Abertura dos Portos às Nações Amigas é promulgada pelo príncipe regente Dom João. Os portos do Brasil às nações estrangeiras aliadas da coroa portuguesa são abertos por carta régia.
- 18 de fevereiro de 1808: A Faculdade de Medicina da Bahia é fundada pelo Príncipe Regente D. João VI.
- 7 de março de 1808: D. João VI chega ao Rio de Janeiro.
- 11 de março de 1808: O Ministério da Marinha e o Tesouro Nacional são criados pelo Príncipe Regente D. João VI. O Visconde de Anadia é nomeado como o primeiro-ministro da Marinha.
- 16 de março de 1808: O Ministério das Relações Exteriores é criado.
- 1 de abril de 1808: O Conselho Supremo Militar e de Justiça é criado por alvará.
- 1 de abril de 1808: revoga-se o Alvará de 5 de janeiro de 1785, que extinguiu todas as fábricas e manufaturas de ouro, prata, seda, algodão, linho e lã existentes no Brasil.
- 1 de maio de 1808: D. João declara guerra à França, invadindo a Guiana Francesa.
- 5 de maio de 1808: A Escola Naval do Rio de Janeiro é criada como o antigo nome Corte da Academia dos Guardas Marinhas.
- 10 de maio de 1808: A Casa de Suplicação do Brasil (atual Supremo Tribunal da Justiça) é instituída.
- 13 de maio de 1808: A Impressão Régia, atualmente chamada Imprensa Nacional, é criada pelo decreto no Rio de Janeiro.
- 1 de junho de 1808: Começa a circular o primeiro jornal brasileiro, o Correio Braziliense, publicado em Londres, Inglaterra.
- 6 de junho de 1808: O Museu Real é criado no Rio de Janeiro.
- 10 de junho de 1808: A Guiana Francesa é ocupada por ordem do regente D. João VI.
- 13 de junho de 1808: O Jardim Botânico do Rio de Janeiro é criado por D. João VI.
- 27 de junho de 1808: O imposto de décima dos prédios urbanos é criado.
- 10 de setembro de 1808: No Rio de Janeiro, começa a circular o primeiro jornal impresso no país, a Gazeta do Rio de Janeiro.
- 12 de outubro de 1808: O Banco do Brasil é criado por D. João.
- 14 de janeiro de 1809: As forças luso-brasileiras ocupam a Guiana Francesa até 21 de novembro de 1817.
- 28 de abril de 1809: O primeiro bonde elétrico começa a circular em Santos.
- 13 de maio de 1809: O Corpo da Guarda de Polícia da Corte é criado.
- 1 de setembro de 1809: A circulação de ouro em pó como moeda é proibida.
- 4 de dezembro de 1809: É criada a Academia Militar do Rio de Janeiro por Carta de Lei.
- 29 de outubro de 1810: A Biblioteca Nacional do Brasil é criada no Rio de Janeiro.
- 4 de dezembro de 1810: No Rio de Janeiro, o Príncipe Regente Dom João VI cria a Academia Real Militar, mais tarde chamada de Academia Militar das Agulhas Negras.
- 1 de março de 1811: O Jardim Botânico é fundado pelo Regente D. João no Rio de Janeiro.
- 13 de maio de 1811: A Real Biblioteca é instalada no Rio de Janeiro.
- 11 de outubro de 1811: O Piauí é elevado à capitania autônoma.
- 20 de outubro de 1811: Um armistício estabelece a retirada das tropas portuguesas da Banda Oriental (Uruguai).
- 13 de maio de 1812: A Relação da Capitania do Maranhão é criada.
- 7 de julho de 1812: O Príncipe Regente Dom João VI desmembra a Freguesia de São Pedro do Rio Grande do Sul, pertencente ao bispado do Rio Grande, erigindo a Freguesia de Pelotas.
- 28 de fevereiro de 1813: Revolta de escravos para ocupação de Salvador, esmagado pelas forças legais.
- 12 de outubro de 1813: O Real Teatro de São João é inaugurado.
- 16 de setembro de 1815: Maceió, capital de Alagoas, é fundada.

### Reino do Brasil
- 16 de dezembro de 1815: Dom João VI eleva o Brasil à condição de reino o qual é unido ao Reino de Portugal e Algarves, formando o Reino Unido de Portugal, Brasil e Algarves.
- 20 de março de 1816: D. Maria I morre no Rio de Janeiro e é sucedida pelo príncipe D. João VI. D. João VI é aclamado rei do Reino Unido de Portugal, Brasil e Algarves, aos 40 anos, após a morte de sua mãe, D. Maria I.
- 26 de março de 1816: A Missão Artística Francesa chega ao Rio de Janeiro.
- 30 de março de 1816: A Divisão Portuguesa de Voluntários Reais do Príncipe chega ao Rio de Janeiro.
- 30 de maio de 1816: A Missão Cultural Alemã chega ao Rio de Janeiro.
- 12 de agosto de 1816: A Escola Real de Ciências, Artes e Ofícios, atualmente Escola Nacional de Belas Artes, é criada.
- 4 de dezembro de 1816: Promovida a abertura de estradas para o interior das capitanias de Minas Gerais e Espírito Santo, por Carta Régia.
- 9 de janeiro de 1817: Substituição do título de Príncipe do Brasil pelo de Príncipe Real do Reino do Brasil, por alvará.
- 20 de janeiro de 1817: Tropas luso-brasileiras ocupam Montevidéu.
- 6 de março de 1817: Inicia a Revolução Pernambucana contra o domínio português, em Recife.
- 13 de maio de 1817: A Maria Leopoldina de Áustria casa-se com o futuro imperador Pedro em Viena.
- 10 de julho de 1817: Quatro líderes da Revolução Pernambucana são executados.
- 21 de agosto de 1817: A primeira Geografia do Brasil é publicada por Ayres de Casal.
- 16 de setembro de 1817: A Capitania de Alagoas é criada, desmembrando-a de Pernambuco.
- 5 de novembro de 1817: A arquiduquesa Carolina Josefa Leopoldina chega ao Rio de Janeiro.
- 6 de novembro de 1817: Príncipe D. Pedro de Alcântara casa-se com a Arquiduquesa da Áustria, Maria Leopoldina no Rio de Janeiro.
- 6 de fevereiro de 1818: Fim da Revolução Pernambucana.
- 8 de fevereiro de 1818: No Rio de Janeiro, D. João VI é declarado o rei do Reino Unido de Portugal, Brasil e Algarves. É expedido decreto de indulto aos presos do Reino do Brasil.
- 30 de maio de 1818: D. João VI proíbe o funcionamento de sociedades secretas.
- 6 de junho de 1818: O Museu Nacional é fundado no Rio de Janeiro.
- 1 de novembro de 1818: Início das obras da Fábrica de Ferro de Ipanema, em Iperó, São Paulo.
- 4 de novembro de 1819: Os primeiros imigrantes estrangeiros (não portugueses) chegam ao país com 1 400 suíços.
- 22 de janeiro de 1820: Batalha de Tacuarembó (Guerra contra Artigas).
- 8 de julho de 1820: Sergipe é elevada à capitania autônoma.
- 24 de agosto de 1820: Início da Revolução Constitucionalista do Porto.
- 28 de agosto de 1820: D. Pedro I, pela lei, regulamenta a liberdade de imprensa no país.
- 5 de setembro de 1820: Portugal incorpora o Uruguai sob o Banda Oriental.
- 23 de novembro de 1820: A Academia de Belas Artes é fundada por D. João VI.
- 10 de fevereiro de 1821: Revolução constitucionalista, na Bahia.
- 26 de fevereiro de 1821: O nome oficial do país é o Reino Unido de Portugal, Brasil e Algarve.
- 28 de fevereiro de 1821: As capitanias brasileiras tornam-se províncias.
- 6 de março de 1821: O Ministério da Fazenda é criado.
- 26 de abril de 1821: D. João VI parte do país, de volta para Portugal, deixando seu filho D. Pedro I como Regente do Brasil no Rio de Janeiro.
- 1 de junho de 1821: O Diário do Rio de Janeiro, o primeiro jornal diário do país, é fundado.
- 4 de julho de 1821: Dom João VI regressa a Portugal, chamado pelas Cortes Constituintes, reunidas em virtude da revolução de 1820.
- 12 de julho de 1821: A liberdade de imprensa é decretada pelo Regente D. Pedro I.
- 31 de julho de 1821: A Banda Oriental do Uruguai é anexada com o nome de Província Cisplatina.
- 3 de novembro de 1821: O Ceará adere à Revolução Constitucionalista Portuguesa.
- 7 de setembro de 1822: D. Pedro I proclama a Independência do Brasil.

### Antigos livros
- «Indice Chronologico dos factos mais notaveis da Historia do Brasil (1850) - Project Gutenberg»
- «Compendio da historia do Brasil (1843) - Pesquisa de Livros do Google»
- «Viagem na Memória (2000) - Pesquisa de Livros do Google»

### Em inglês
- «Cronologia da História do Brasil - Brazil Now»
- «Brazil: Polity Style: 1815-2008»
- «Timeline Brazil»
- «Today in Brazil history - HistroyOrb.com»
- «Brazil - Timelines»
- «Brazil - World Statesmen.org»

### Em português
- Câmara dos Deputados sobre as cronologias da história do Brasil com  e
- «Revista de História da Biblioteca Nacional»
- «Judiciário Independente no Brasil»
- «Aventuras na História»
- «Brasil Imperial»
- «Ponteiro»
- «D. João VI na Corte do Rio de Janeiro» (PDF)
- «Os Medeiros no Brasil: No tempo e no espaço»
- «Cronologia de D. João VI»
- «História do Brasil - Meus Estudos»
- «200 anos: Família Real no Brasil - Educacional»
- «Datas comemorativas - Educacional»
- «Cronologia - www.unicamp.com.br»
- «A Presença Indígena na Formação do Brasil» (PDF). (PDF)
- «A União Ibérica - História por Voltaire Schilling»
- «Datas Históricas e Comemorativas - Universidade Federal do Rio de Janeiro»
- DIALÉTICA DA COLONIZAÇÃO